# 2023年サウジアラビアグランプリ
2023年サウジアラビアグランプリ（英:  2023 Saudi Arabian Grand Prix）は、2023年のF1世界選手権の第2戦として、2023年3月19日にジッダ市街地コースにて開催。
正式名称は「Formula 1 STC Saudi Arabian Grand Prix 2023」。

## 背景
タイヤ
ピレリが持ち込んだドライ用タイヤのコンパウンドはハード（白）：C2、ミディアム（黄）：C3、ソフト（赤）：C4のソフト寄りの組み合わせ。提供されるセット数はハード2、ミディアム3、ソフト8。
| ドライ用   | ドライ用       | ドライ用   | ウェット用           | ウェット用   |
| C2         | C3             | C4         | インターミディエイト | フルウェット |
| ---------- | -------------- | ---------- | -------------------- | ------------ |
| （ハード） | （ミディアム） | （ソフト） | （小雨用）           | （大雨用）   |
DRS：3箇所※（　）内は検知ポイント
- DRS1：ターン19の出口から（ターン17の出口）
- DRS2：ターン25の入口から（ターン22の入口）
- DRS3：ターン27より240m先から（ターン27の出口）

## フリー走行
FP1
2023年3月17日 16:30 SAST(UTC+3)
トップはマックス・フェルスタッペン。2番手にセルジオ・ペレス、3番手にフェルナンド・アロンソが続き、レッドブル勢が1-2とした。予選・決勝と異なるコンディションのため、各車はセットアップ作業に取り組んだ。カルロス・サインツがトラフィックに対し危険だとコメントしたが、セッション自体はスムーズに進んだ。
FP2
2023年3月17日 20:00 SAST(UTC+3)
トップはFP1に続きフェルスタッペン、2番手にアロンソ、3番手にペレスが続いた。各車はソフトタイヤでの予選シミュレーションや、ミディアムやハードタイヤでの周回を重ねた。
FP3
2023年3月18日 16:30 SAST(UTC+3)
トップはFP1,2に続きフェルスタッペン、2番手にペレス、3番手にアロンソが続いた。ニック・デ・フリースはパワーユニットを交換したため欠場した。

## 予選
2023年3月18日 20:00 SAST(UTC+3)（文章の出典）
ポールはセルジオ・ペレスで2年連続の獲得となった。2番手にシャルル・ルクレール、3番手にフェルナンド・アロンソ。
Q1ではランド・ノリスが最終コーナーで左フロントを壁に当て計測が1回に留まったほか、角田裕毅は15番手のバルテリ・ボッタスに100分の1秒及ばず敗退、アルファタウリとウィリアムズの2台ずつとノリスの5台が脱落した。Q2ではマックス・フェルスタッペンがドライブシャフトのトラブルにより計測できず、ハースとアルファロメオの2台ずつと共に敗退した。

### 予選結果
| 順位                | No. | ドライバー                 | コンストラクター                        | Q1       | Q2       | Q3       | Grid |
| ------------------- | --- | -------------------------- | --------------------------------------- | -------- | -------- | -------- | ---- |
| 1                   | 11  | セルジオ・ペレス           | レッドブル-ホンダ・RBPT                 | 1:29.244 | 1:28.635 | 1:28.265 | 1    |
| 2                   | 16  | シャルル・ルクレール       | フェラーリ                              | 1:29.376 | 1:28.903 | 1:28.420 | 121  |
| 3                   | 14  | フェルナンド・アロンソ     | アストンマーティン・アラムコ-メルセデス | 1:29.298 | 1:28.757 | 1:28.730 | 2    |
| 4                   | 63  | ジョージ・ラッセル         | メルセデス                              | 1:29.592 | 1:29.132 | 1:28.857 | 3    |
| 5                   | 55  | カルロス・サインツ         | フェラーリ                              | 1:29.411 | 1:28.957 | 1:28.931 | 4    |
| 6                   | 18  | ランス・ストロール         | アストンマーティン・アラムコ-メルセデス | 1:29.335 | 1:28.962 | 1:28.945 | 5    |
| 7                   | 31  | エステバン・オコン         | アルピーヌ-ルノー                       | 1:29.707 | 1:29.255 | 1:29.078 | 6    |
| 8                   | 44  | ルイス・ハミルトン         | メルセデス                              | 1:29.689 | 1:29.374 | 1:29.223 | 7    |
| 9                   | 81  | オスカー・ピアストリ       | マクラーレン-メルセデス                 | 1:29.706 | 1:29.378 | 1:29.243 | 8    |
| 10                  | 10  | ピエール・ガスリー         | アルピーヌ-ルノー                       | 1:29.890 | 1:29.411 | 1:29.357 | 9    |
| 11                  | 27  | ニコ・ヒュルケンベルグ     | ハース-フェラーリ                       | 1:29.547 | 1:29.451 |          | 10   |
| 12                  | 24  | 周冠宇                     | アルファロメオ-フェラーリ               | 1:29.654 | 1:29.461 |          | 11   |
| 13                  | 20  | ケビン・マグヌッセン       | ハース-フェラーリ                       | 1:29.744 | 1:29.634 |          | 13   |
| 14                  | 77  | バルテリ・ボッタス         | アルファロメオ-フェラーリ               | 1:29.929 | 1:29.668 |          | 14   |
| 15                  | 1   | マックス・フェルスタッペン | レッドブル-ホンダ・RBPT                 | 1:28.761 | 1:49.953 |          | 15   |
| 16                  | 22  | 角田裕毅                   | アルファタウリ-ホンダ・RBPT             | 1:29.939 |          |          | 16   |
| 17                  | 23  | アレクサンダー・アルボン   | ウィリアムズ-メルセデス                 | 1:29.994 |          |          | 17   |
| 18                  | 21  | ニック・デ・フリース       | アルファタウリ-ホンダ・RBPT             | 1:30.244 |          |          | 18   |
| 19                  | 4   | ランド・ノリス             | マクラーレン-メルセデス                 | 1:30.447 |          |          | 19   |
| 20                  | 2   | ローガン・サージェント     | ウィリアムズ-メルセデス                 | 2:08.510 |          |          | 202  |
| 107% time: 1:34.974 |     |                            |                                         |          |          |          |      |
| ソース:             |     |                            |                                         |          |          |          |      |

- ^1 - ルクレールはPUのエレメント交換を行ったため10グリッド降格のペナルティ[10]。
- ^2 - サージェントは107%以内のタイムを記録していないが、スチュワードの判断により決勝への出走が認められた[11]。

## 決勝
2023年3月19日 20:00 SAST(UTC+3)（文章の出典）
優勝はセルジオ・ペレスで通算5勝目。2位はマックス・フェルスタッペン、3位はフェルナンド・アロンソ。
スタートタイヤはルイス・ハミルトンとローガン・サージェントがハード、シャルル・ルクレールとランド・ノリスはソフト、その他はミディアムを選択した。スタートでトップに立ったのはアロンソだったが、スタート位置が規定よりズレていたため、5秒のタイムペナルティを受けた。4周目のターン1でペレスがアロンソをかわしトップに立つが、DRS圏内から引き離せない展開が続いた。予選のQ2で敗退したフェルスタッペンは、8周目に周冠宇をターン1でかわし、ポイント圏内まで浮上。12周目あたりからミディアムタイヤを選択した中団勢がピットへ入る。上位勢でピットへ最初に入ったのは、4番手のランス・ストロールだったが18周目に白煙を上げてマシンを停めた。これにより、セーフティカーが導入される。21周目にレース再開、23周目にフェルスタッペンはジョージ・ラッセルをかわし表彰台圏内に浮上、さらに25周目にアロンソもかわし2番手まで浮上した。その後は、レッドブル勢のみ1分32秒台でラップを重ねる展開となり、3位以下を大きく引き離した。角田裕毅は前述のセーフティカーが導入された際に大きく順位を上げたものの、周回を重ねるうちに順位を下げ、ケビン・マグヌッセンと40周目から10位争いを繰り広げたが、46周目のターン1でかわされポイント獲得はならなかった。レースはペレスが50周目にチェッカーを受け、ポール・トゥ・ウィンで優勝。2位にフェルスタッペン、3位にアロンソが続いたが、表彰式後にアロンソに10秒のタイムペナルティが課され、ラッセルと入れ替わった。しかし、レース後にチームが抗議しタイムペナルティは撤回され、アロンソの3位が確定した。

### フェルナンド・アロンソのタイムペナルティについて
スタート位置がズレていたことにより、5秒のタイムペナルティが課された。チームはセーフティカー中のピットストップで消化したが、5秒経過する前にリアジャッキが触れていたため作業中と見なされ、ペナルティの消化が認められなかった。これによりレース後に10秒のタイムペナルティが課された。しかし、チーム側は抗議しジャッキが触れていてもペナルティが課されなかった事例などを挙げ、FIAは抗議を認め10秒ペナルティは撤回された。

### レース結果
| 順位    | No. | ドライバー                 | コンストラクター                        | 周回数 | タイム/リタイア原因 | Grid | Pts. |
| ------- | --- | -------------------------- | --------------------------------------- | ------ | ------------------- | ---- | ---- |
| 1       | 11  | セルジオ・ペレス           | レッドブル-ホンダ・RBPT                 | 50     | 1:21:14.894         | 1    | 25   |
| 2       | 1   | マックス・フェルスタッペン | レッドブル-ホンダ・RBPT                 | 50     | +5.355              | 15   | 19FL |
| 3       | 14  | フェルナンド・アロンソ     | アストンマーティン・アラムコ-メルセデス | 50     | +20.728             | 2    | 15   |
| 4       | 63  | ジョージ・ラッセル         | メルセデス                              | 50     | +25.866             | 3    | 12   |
| 5       | 44  | ルイス・ハミルトン         | メルセデス                              | 50     | +31.065             | 7    | 10   |
| 6       | 55  | カルロス・サインツ         | フェラーリ                              | 50     | +35.876             | 4    | 8    |
| 7       | 16  | シャルル・ルクレール       | フェラーリ                              | 50     | +43.162             | 12   | 6    |
| 8       | 31  | エステバン・オコン         | アルピーヌ-ルノー                       | 50     | +52.832             | 6    | 4    |
| 9       | 10  | ピエール・ガスリー         | アルピーヌ-ルノー                       | 50     | +54.747             | 9    | 2    |
| 10      | 20  | ケビン・マグヌッセン       | ハース-フェラーリ                       | 50     | +64.826             | 13   | 1    |
| 11      | 22  | 角田裕毅                   | アルファタウリ-ホンダ・RBPT             | 50     | +67.494             | 16   |      |
| 12      | 27  | ニコ・ヒュルケンベルグ     | ハース-フェラーリ                       | 50     | +70.588             | 10   |      |
| 13      | 24  | 周冠宇                     | アルファロメオ-フェラーリ               | 50     | +76.060             | 11   |      |
| 14      | 21  | ニック・デ・フリース       | アルファタウリ-ホンダ・RBPT             | 50     | +77.748             | 18   |      |
| 15      | 81  | オスカー・ピアストリ       | マクラーレン-メルセデス                 | 50     | +85.021             | 8    |      |
| 16      | 2   | ローガン・サージェント     | ウィリアムズ-メルセデス                 | 50     | +86.293             | 20   |      |
| 17      | 4   | ランド・ノリス             | マクラーレン-メルセデス                 | 50     | +86.445             | 19   |      |
| 18      | 77  | バルテリ・ボッタス         | アルファロメオ-フェラーリ               | 49     | +1 Lap              | 14   |      |
| Ret     | 23  | アレクサンダー・アルボン   | ウィリアムズ-メルセデス                 | 27     | DNF                 | 17   |      |
| Ret     | 18  | ランス・ストロール         | アストンマーティン・アラムコ-メルセデス | 16     | DNF                 | 5    |      |
| ソース: |     |                            |                                         |        |                     |      |      |

- ^FL - ファステストラップの1点を含む

## 第2戦終了時点のランキング

### ワールド・チャンピオンシップ
|         | 順位 | ドライバー                 | ポイント | 1位との差 |
| ------- | ---- | -------------------------- | -------- | --------- |
|         | 1    | マックス・フェルスタッペン | 44       |           |
|         | 2    | セルジオ・ペレス           | 43       | -1        |
|         | 3    | フェルナンド・アロンソ     | 30       | -14       |
|         | 4    | カルロス・サインツ         | 20       | -24       |
|         | 5    | ルイス・ハミルトン         | 20       | -24       |
| ソース: |      |                            |          |           |

|         | 順位 | コンストラクター                        | ポイント | 1位との差 |
| ------- | ---- | --------------------------------------- | -------- | --------- |
|         | 1    | レッドブル-ホンダ・RBPT                 | 87       |           |
|         | 2    | アストンマーティン・アラムコ-メルセデス | 38       | -49       |
|         | 3    | メルセデス                              | 38       | -49       |
|         | 4    | フェラーリ                              | 26       | -61       |
| 1       | 5    | アルピーヌ-ルノー                       | 8        | -79       |
| ソース: |      |                                         |          |           |

- 注：いずれもトップ5まで掲載。

### DHLファステストラップアワード
|         | 順位 | ドライバー                 | 獲得数 |
| ------- | ---- | -------------------------- | ------ |
|         | 1    | 周冠宇                     | 1      |
| 1       | 2    | マックス・フェルスタッペン | 1      |
| ソース: |      |                            |        |

- 注：いずれもトップ5まで掲載。
- 注：ファストテストラップアワードは同数の場合、カウントバック方式がとられている。